# Robert Bassler
Robert Bassler (26 de septiembre de 1903 – 8 de noviembre de 1975) fue un productor de cine y televisión estadounidense.

## Biografía
Bassler comenzó su carrera cinematográfica a finales de los años 1920 como editor. Con posterioridad se transformó en productor, siendo su primera película el musical protagonizado por Rita Hayworth My Gal Sal (1942). Entre las cintas que produjo figuran varios títulos controvertidos: The Snake Pit (1948), que fue nominada al premio Óscar en la categoría de mejor película, fue una impactante exposición de las condiciones en un manicomio; y De repente, un thriller de 1954 que se dice influyó al asesino Lee Harvey Oswald. Una de sus últimas películas, de la cual fue productor ejecutivo, fue Gentlemen Marry Brunettes (1955).
- Datos: Q1431010